# Ливица (приток Идрицы)
Ливица — река в России, протекает по Псковской области. Река вытекает из озера Лива. Устье реки находится в 15 км от устья Идрицы по правому берегу. Длина реки — 29 км, площадь водосборного бассейна — 132 км²
На реке стоят деревни Заселихи Красной волости, ниже Ходотово и Ткачи Мостищенской волости, а ближе к устью Барсуки городского поселения Идрица.

## Данные водного реестра
По данным государственного водного реестра России относится к Балтийскому бассейновому округу, водохозяйственный участок реки — Великая. Относится к речному бассейну реки Нарва (российская часть бассейна).
Код объекта в государственном водном реестре — 01030000112102000027819.